# Balchenfjella
Balchenfjella (engelska: Balchen Mountain) är ett berg i Antarktis. Det ligger i Östantarktis. Norge gör anspråk på området. Toppen på Balchenfjella är 2 820 meter över havet.
Terrängen runt Balchenfjella är platt åt nordväst, men åt sydost är den kuperad. Balchenfjella är den högsta punkten i trakten. Trakten är obefolkad. Det finns inga samhällen i närheten. 